# Scriptaphyosemion banforense
Scriptaphyosemion banforense és una espècie de peix de la família dels aploquèilids i de l'ordre dels ciprinodontiformes.

## Morfologia
Els mascles poden assolir els 4 cm de longitud total.

## Distribució geogràfica
Es troba a Àfrica: Burkina Faso, Guinea i Costa d'Ivori.